# Lieve schat
Lieve schat is een single van Frans Bauer. Het is de derde single afkomstig van zijn album met dezelfde titel. De voorafgaande singles Skippybal en Ratatadadada haalden amper de Single Top 100. Met Lieve schat probeerde hij het opnieuw. Het lied is een eerbetoon aan zijn vrouw Mariska, maar tevens aan Nico Haak. Haak was een van de eersten die het talent van Frans Bauer onderkende. De melodie en dansvorm Foxtrot is ook een verwijzing naar Nico Haak, die een grote hit had met Foxie foxtrot. Aldus Frans Bauer in Gijs 2.0 van 4 maart 2015 aan Jeroen Kijk in de Vegte, vervanger voor Gijs Staverman.